# Karin Kienzer
Karin Kienzer (* 22. Februar 1964 in Steyr) ist eine österreichische Schauspielerin.

## Leben
Im Alter von sechs Jahren übersiedelte Kienzer mit ihrer Familie von Oberösterreich in die Steiermark. Nach ihrer schulischen Ausbildung am Akademischen Gymnasium in Graz studierte Kienzer von 1980 bis 1983 in Graz an der Schule für Musik und Darstellende Kunst. Anschließend hatte sie ein dreijähriges Engagement am Grazer Schauspielhaus. Weitere Stationen ihrer Bühnenkarriere waren das Volkstheater Wien, die Wiener Festwochen, das Theater in der Josefstadt und das Salzburger Landestheater.
Seit 1985 spielte Karin Kienzer in verschiedenen Fernsehfilmen und -serien wie Tatort, Wohin und zurück oder Krieg in Wien. Sie gestaltete Gastrollen in einzelnen Episoden von Serien wie Happy Holiday, in einer Episode von Kommissar Rex, Für alle Fälle Stefanie, Alphateam oder in Sekt oder Selters. 1995 wurde sie durch ihre Hauptrolle der Michaela Martin in der ZDF-Serie Unser Charly bekannt, welche sie fünf Jahre lang spielte.
Die tragende Rolle der Karin Walter verkörperte sie in den Kriminalverfilmungen nach Alfred Komarek: Polt muss weinen, Blumen für Polt, Himmel, Polt und Hölle, Polterabend und zuletzt Polt.
Karin Kienzer war nach 2003 einige Jahre nicht im Fernsehen zu sehen. Von 2008 bis 2012 war sie als Empfangsdame Steffi Hauschke in der Sat.1-Telenovela Anna und die Liebe zu sehen.

## Filmografie
| - 1985: Weihnachten mit Willi - 1984: Die Vermesser - 1985: Tatort, Ep. Nachtstreife - 1986: Paradise Ges.m.b.H. - 1986: Wohin und zurück – Santa Fee - 1986: Tatort, Ep. Das Archiv - 1987: Tatort, Ep. Atahualpa - 1988: Ein Sohn aus gutem Hause - 1988: Krieg in Wien - 1988: Lange Schatten - 1989: Die Stadt der anderen - 1989: Roda Roda (Folge 11) - 1991: Die lieben Verwandten (Fernsehserie) - 1990: Sekt oder Selters (Fernsehserie) - 1991: Anwalt Abel (Fernsehserie), Ep. Noch Zweifel, Herr Verteidiger? - 1991: Peter Strohm: Treibjagd - 1992: Regina auf den Stufen (Fernsehserie) - 1993: Ein Wahnsinnskind (Fernsehserie) - 1993: Wildbach (Fernsehserie), Ep. Alles oder nichts - 1993: Alarm auf Station 2, TV - 1994: Kommissar Rex (Fernsehserie), Ep. Diagnose Mord | - 1992: Happy Holiday (Fernsehserie), Ep. Gemischtes Doppel - 1993: Weißblaue Wintergeschichten (Fernsehserie) - 1995: Auf immer und ewig (Fernsehserie) - 1995–2000: Unser Charly (Fernsehserie) - 1996: Für alle Fälle Stefanie - 1996: Friedemann Brix – Eine Schwäche für Mord (Fernsehserie), Ep. Die alte Dame - 1999: Große Gefühle - 2000: Polt muss weinen, Film, TV - 2001: Blumen für Polt, Film, TV - 2002: Regentage, TV - 2003: Himmel, Polt und Hölle, Film, TV - 2003: Polterabend, TV - 2003: Für alle Fälle Stefanie (Fernsehserie), Ep. Verabredung zum Leben - 2003: Schlosshotel Orth (Fernsehserie), Ep. Ungewisse Stunden - 2003: Alphateam – Die Lebensretter im OP (Fernsehserie), Ep. Wie bitte? - 2008–2012: Anna und die Liebe (Telenovela) - 2011: Löwenzahn (Fernsehserie), Ep. Esel – Entführung bei Nacht - 2012: Die Werkstürmer - 2013: Polt - 2017: SOKO Kitzbühel (Fernsehserie). Ep. Dunkle Wasser - 2019: Tatort – Baum fällt |